# Jean Ausseil
Jean Jacques Charles Ausseil (Vincennes, 30 de abril de 1925 – Madrid, 4 de febrero de 2001) fue Ministro de Estado de Mónaco entre 1985 y 1991. También se ha desempeñado como embajador de su país en Uruguay (1975-1978) y en Etiopía (1978-1980).